# Witold Lutosławski
Witold Roman Lutosławski (25 de gener de 1913 – 7 de febrer de 1994) fou un compositor i director d'orquestra polonès. Entre els principals compositors de música clàssica del segle XX, és "generalment considerat com el compositor polonès més significatiu des de Szymanowski, i possiblement el més gran compositor polonès des de Chopin". Les seves composicions —de les quals va ser un director notable— inclouen representants de la majoria dels gèneres tradicionals, a part de l'òpera: simfonies, concerts, cicles de cançons orquestrals, altres obres orquestrals i obres de cambra. Entre les seves obres més conegudes es troben les quatre simfonies, les Variacions sobre un tema de Paganini (1941), el Concert per a orquestra (1954) i el seu concert per a violoncel (1970).
Durant la seva joventut, Lutosławski va estudiar piano i composició a Varsòvia. Els seus primers treballs van estar influenciats per la música popular polonesa i van demostrar una àmplia i rica gamma de textures atmosfèriques. La seva música d'inspiració popular inclou el Concert per a orquestra (1954) —que primer li va donar fama internacional— i Dance Preludes (1955), que va descriure com un "adeu al folklore". A partir de finals de la dècada de 1950 va començar a desenvolupar noves tècniques de composició característiques. Va introduir elements aleatoris limitats, tot mantenint un estricte control del material, l'arquitectura i la interpretació de la seva música. També va desenvolupar la seva pràctica de construir harmonies a partir de petits grups d'⁣intervals musicals.
Durant la Segona Guerra Mundial, després d'escapar per poc de la captura alemanya, Lutosławski es guanyava la vida tocant el piano als bars de Varsòvia. Després de la guerra, les autoritats estalinistes van prohibir la seva Primera Simfonia per ser "formalista": accessible només a una elit. Rebutjant l'antiformalisme com un pas retrògrad injustificat, Lutosławski es va esforçar decididament per mantenir la seva integritat artística, donant suport artístic al moviment Solidarność durant la dècada de 1980. Va rebre nombrosos premis i honors, incloent-hi el premi Grawemeyer i una medalla d'or de la Royal Philharmonic Society. L'any 1994, Lutosławski va rebre el més alt honor de Polònia, l'⁣Orde de l'Àguila Blanca.

## Biografia i carrera

### Primers anys (1913-1938)
Witold Roman Lutosławski va néixer el 25 de gener de 1913 a Varsòvia, Polònia. Els seus pares van néixer tots dos a la noblesa terratinent polonesa; posseïen finques a la zona de Drozdowo. El seu pare Józef estava implicat en el Partit Nacional Democràtic de Polònia ("Endecja") i la família Lutosławski es va familiaritzar amb el seu fundador, Roman Dmowski (el segon nom de Witold Lutosławski era Roman). Józef Lutosławski va estudiar a Zúric, on el 1904 va conèixer i es va casar amb una companya d'estudis, Maria Olszewska, que més tard es va convertir en la mare de Lutosławski. Józef va continuar els seus estudis a Londres, on va actuar com a corresponsal del diari nacional demòcrata Goniec. Va continuar involucrat en la política de la Democràcia Nacional després de tornar a Varsòvia el 1905 i es va fer càrrec de la gestió de les propietats familiars el 1908. Witold Roman Lutosławski, el més jove de tres germans, va néixer a Varsòvia poc abans de l'esclat de la Primera Guerra Mundial. 
El 1915, amb Rússia en guerra amb Alemanya, les forces prussianes es van dirigir cap a Varsòvia. Els Lutosławski van viatjar a l'est fins a Moscou, on Józef va romandre políticament actiu, organitzant legions poloneses preparades per a qualsevol acció que pogués alliberar Polònia (que havia estat dividida més d'un segle abans: Varsòvia formava part de la Rússia tsarista). L'estratègia de Dmowski era que Rússia garantís la seguretat d'un nou estat polonès. El 1917, la revolució de febrer va obligar el tsar a abdicar, i la revolució d'octubre va iniciar un nou govern soviètic que va fer la pau amb Alemanya. Les activitats de Józef estaven ara en conflicte amb els bolxevics, que el van arrestar a ell i al seu germà Marian. Així, tot i que els combats es van aturar al front oriental l'any 1917, els Lutosławski no van poder tornar a casa. Els germans van ser internats a la presó de Butirskaia, al centre de Moscou, on Witold —aleshores tenia cinc anys— va visitar el seu pare. Józef i Marian van ser executats per un escamot d'afusellament al setembre de 1918, uns dies abans del seu judici previst.
Després de la guerra, la família va tornar a la Polònia recentment independent, només per trobar les seves finques arruïnades. Després de la mort del seu pare, altres membres de la família van tenir un paper important en la vida primerenca de Witold, especialment el germanastre de Józef, Kazimierz Lutosławski, sacerdot i polític.
Als sis anys, Lutosławski va començar dos anys de classes de piano a Varsòvia. Després de la guerra polonesa-soviètica, la família va marxar de Varsòvia per tornar a Drozdowo, però després d'uns anys gestionant les finques amb èxit limitat, la seva mare va tornar a Varsòvia. Va treballar com a metgessa i va traduir llibres per a nens de l'anglès. El 1924, Lutosławski va ingressar a l'escola secundària (Stefan Batory Gymnasium) mentre continuava les classes de piano. Una interpretació de la Tercera Simfonia de Karol Szymanowski el va afectar profundament. L'any 1925, va iniciar classes de violí a l'Escola de Música de Varsòvia. El 1931 es va matricular a la Universitat de Varsòvia per estudiar matemàtiques i el 1932 es va incorporar formalment a les classes de composició del Conservatori. El seu únic professor de composició va ser Witold Maliszewski, un reconegut compositor polonès que havia estat deixeble de Nikolai Rimski-Kórsakov. Lutosławski va rebre una forta base en les estructures musicals, especialment els moviments en forma sonata. El 1932 va abandonar el violí i el 1933 va deixar els estudis de matemàtiques per dedicar-se al piano i la composició. Com a alumne de Jerzy Lefeld, va obtenir un diploma d'interpretació de piano al Conservatori el 1936, després de presentar un programa virtuós que incloïa la Toccata de Schumann i el Quart Concert per a piano de Beethoven. El seu diploma de composició va ser atorgat per la mateixa institució el 1937.

### Segona Guerra Mundial (1939-1945)

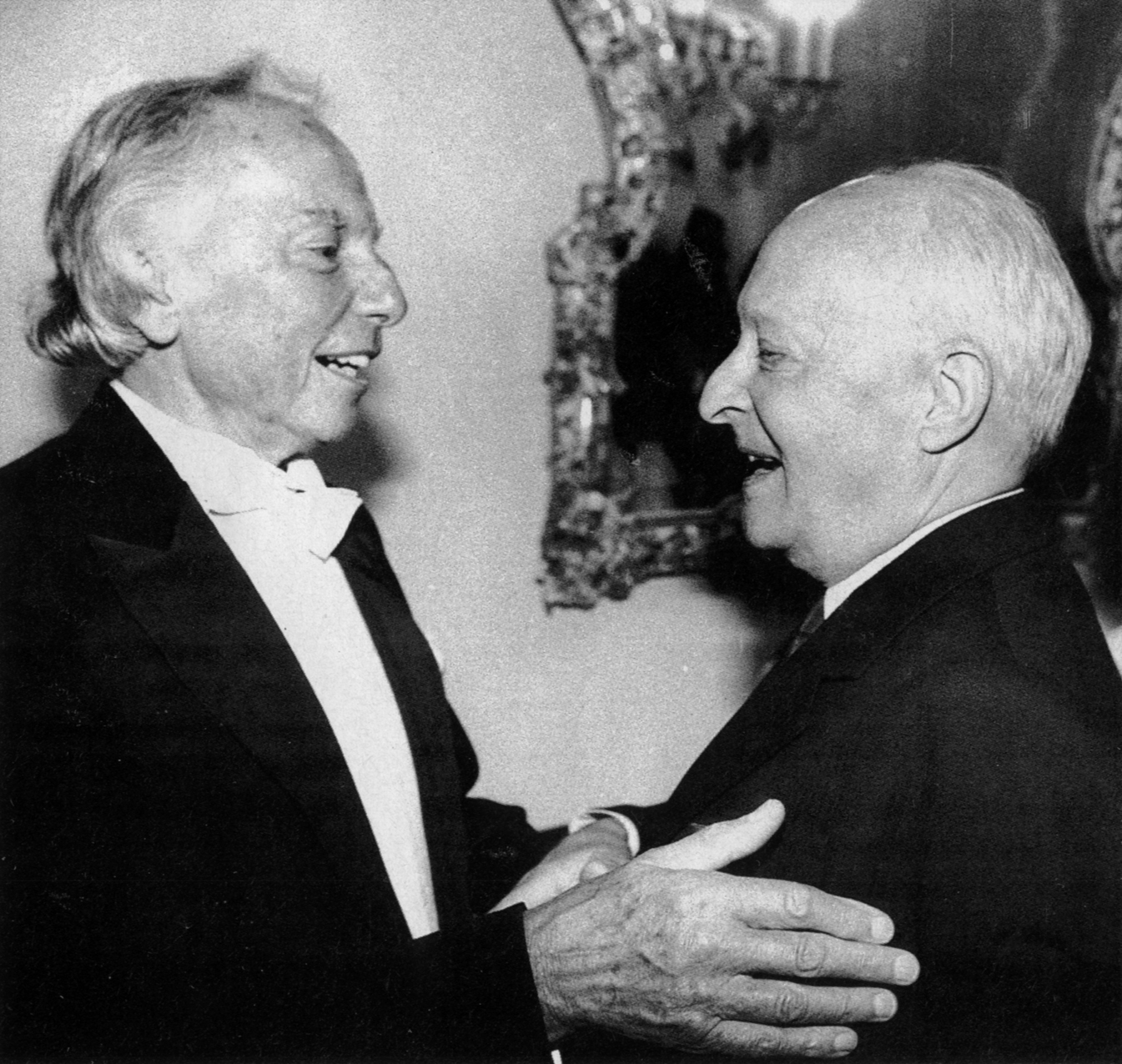
Lutosławski (dreta) saluda el seu vell amic Andrzej Panufnik (esquerra) el 1990.

Va seguir el servei militar; Lutosławski es va formar en senyalització i operació de ràdio a Zegrze, prop de Varsòvia. Va completar les Variacions simfòniques el 1939. L'obra va ser estrenada per l'Orquestra Simfònica de la Ràdio Polonesa dirigida per Grzegorz Fitelberg, amb l'actuació emesa per ràdio el 9 de març de 1939. Com la majoria dels joves compositors polonesos, Lutosławski volia continuar la seva formació a París. Els seus plans per a més estudis musicals es van trencar el setembre de 1939, quan Alemanya va envair l'oest de Polònia i Rússia va envair l'est de Polònia. Lutosławski va ser mobilitzat amb la unitat de ràdio per a l'⁣exèrcit de Cracòvia. Aviat va ser capturat pels soldats alemanys, però va escapar mentre el portaven al camp de presoners, caminant 400 km de tornada a Varsòvia. El germà de Lutosławski va ser capturat pels soldats russos i després va morir en un camp de treball siberià.
Per guanyar-se la vida, Lutosławski es va unir al "Dana Ensemble", els primers animadors polonesos, com a arranjador-pianista, cantant al "Cafè Ziemiańska". Després va formar un duo de piano amb l'amic i també compositor Andrzej Panufnik, actuant junts als cafès de Varsòvia. El seu repertori consistia en una àmplia gamma de música amb els seus propis arranjaments, incloent-hi la primera versió de les Variacions sobre un tema de Paganini de Lutosławski, una transcripció del 24è Caprici per a violí sol de Niccolò Paganini. De manera desafiant, de vegades van tocar música polonesa (els nazis van prohibir la música polonesa a Polònia, inclosa la de Frédéric Chopin), i van compondre cançons de la Resistència. Escoltar als cafès era l'única manera en què els polonesos de la Varsòvia ocupada pels alemanys podien escoltar música en directe; fer concerts era impossible perquè els alemanys que ocupaven Polònia van prohibir qualsevol reunió organitzada. Al cafè Aria, on va tocar, Lutosławski va conèixer la seva futura esposa Maria Danuta Bogusławska, germana de l'escriptor Stanisław Dygat.
Lutosławski va marxar de Varsòvia el juliol de 1944 amb la seva mare, pocs dies abans de l'⁣aixecament de Varsòvia. Durant la destrucció completa de la ciutat pels alemanys després del fracàs de l'aixecament, la major part de la seva música es va perdre, així com les propietats de la família Drozdowo. Només va poder salvar unes quantes partitures i esbossos; dels aproximadament 200 arranjaments que Lutosławski i Panufnik havien treballat per al seu duo de piano, només van sobreviure les Variacions sobre un tema de Paganini de Lutosławski. Lutosławski va tornar a les ruïnes de Varsòvia després del tractat polonès-soviètic l'abril de 1945.

### Anys de postguerra (1946-1955)

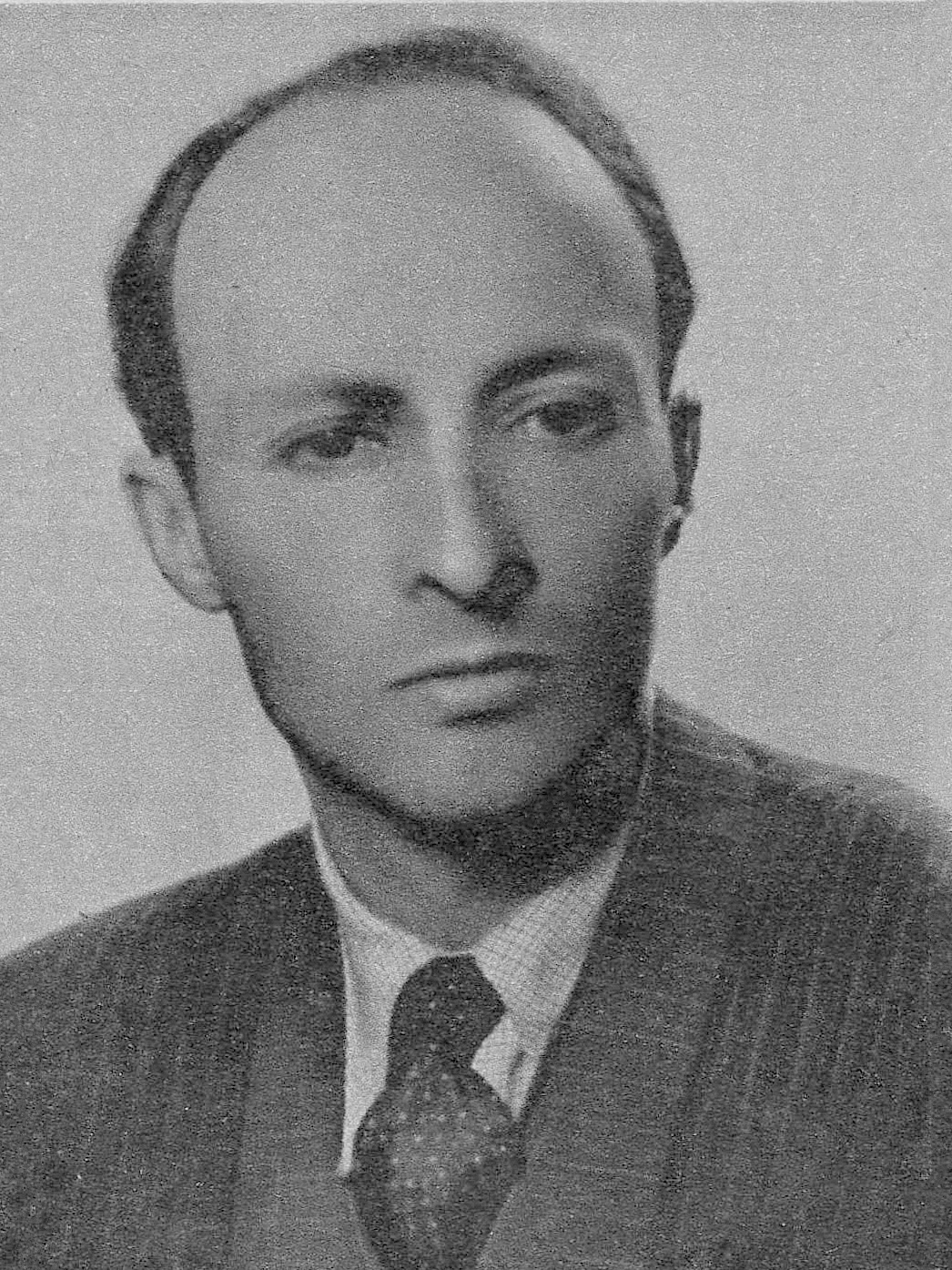
Lutosławski el 16 d'agost de 1946

Durant els anys de la postguerra, Lutosławski va treballar en la Primera Simfonia —amb uns esbossos que havia recuperat de Varsòvia— que havia començat el 1941. Es va representar per primera vegada l'any 1948, dirigida per Fitelberg. Per mantenir la família, també va compondre música que va anomenar funcional, com ara la Suite de Varsòvia (escrita per acompanyar una pel·lícula muda que representava la reconstrucció de la ciutat), conjunts de Nadales poloneses i les peces d'estudi per a piano, Melodie Ludowe. ("Melodies populars").
El 1945, Lutosławski va ser elegit secretari i tresorer de la recentment constituïda Unió de Compositors Polonesos (ZKP— Związek Kompozytorów Polskich). El 1946 es va casar amb Danuta Bogusławska. El matrimoni va ser durador, i les habilitats de dibuix de Danuta van ser de gran valor per al compositor: es va convertir en la seva copista i va resoldre alguns dels reptes de notació de les seves obres posteriors.
El 1947, el clima polític estalinista va portar a l'adopció i imposició per part del governant Partit dels Treballadors Units polonès dels principis del realisme socialista. Les autoritats polítiques van condemnar noves composicions considerades inconformistes. Aquesta censura artística, que finalment va venir de Stalin personalment, va prevaler fins a cert punt a tot el bloc oriental, i va ser reforçada pel decret de Jdànov de 1948. El 1948, el ZKP va ser assumit per músics disposats a seguir la línia del partit en qüestions musicals. Lutosławski va dimitir del comitè, oposat implacablement a les idees del realisme socialista.

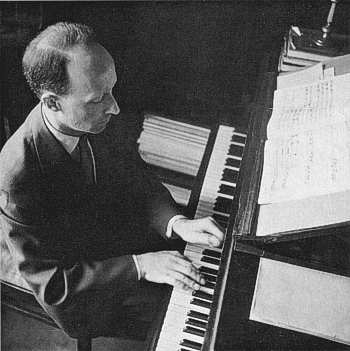
Lutosławski al piano, c. 1952–1953

La Primera Simfonia de Lutoslawski va ser proscrita com a "formalista", i es va veure rebutjada per les autoritats soviètiques, una situació que va continuar durant tota l'era de Khrusxov, Bréjnev, Andrópov i Txernenko. El 1954, el clima d'opressió musical va impulsar el seu amic Andrzej Panufnik a desertar al Regne Unit. En aquest context, Lutosławski es va conformar a compondre peces per a les quals hi havia necessitat social, i el 1954 això li va valer —per a disgust del compositor— el Premi del Primer Ministre per un conjunt de cançons infantils. Va comentar: "va ser per aquelles composicions meves funcionals que les autoritats em van decorar ... Em vaig adonar que no estava escrivint petites peces indiferents, només per guanyar-me la vida, sinó que desenvolupava una activitat creativa artística als ulls del món exterior."
Va ser el seu important i original Concert per a orquestra de 1954 el que va establir Lutosławski com un important compositor. L'obra, encarregada l'any 1950 pel director Witold Rowicki per a la recentment reconstituïda Orquestra Filharmònica de Varsòvia, va valer al compositor dos premis estatals l'any següent.

### Maduresa (1956–1967)
La mort de Stalin el 1953 va permetre una certa relaxació del totalitarisme cultural a Rússia i els seus estats satèl·lit. El 1956, els esdeveniments polítics havien provocat una descongelació parcial del clima musical i es va fundar el Festival de Tardor de Varsòvia de Música Contemporània. Concebut com un festival biennal, se celebra anualment des de 1958 (excepte en virtut de la llei marcial el 1982 quan, en protesta, el ZKP es va negar a organitzar-lo). La primera actuació de la seva Musique funèbre (en polonès, Muzyka żałobna) va tenir lloc l'any 1958. Va ser escrit per commemorar el 10è aniversari de la mort de Béla Bartók, però el compositor va trigar quatre anys a completar-la. Aquest treball li va portar el reconeixement internacional, i el premi anual ZKP i el premi Tribuna internacional dels compositors el 1959. El pensament harmònic i contrapuntístic de Lutosławski es va desenvolupar en aquest treball, i a les Cinc cançons de 1956–1957, mentre va introduir el seu sistema de dotze notes, es va adonar dels fruits de molts anys de pensament i experiment. Una altra nova característica de la seva tècnica compositiva es va convertir en una signatura de Lutosławski: va introduir l'aleatorietat en la sincronització exacta de diverses parts del conjunt musical a Jeux vénitiens ("Jocs venecians"). Aquestes tècniques harmòniques i temporals van passar a formar part de totes les obres posteriors i van ser integrants del seu estil.

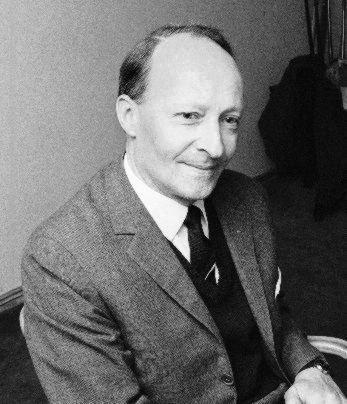
Lutosławski durant la seva visita a Finlàndia, el 10 de març de 1965

Al marge de les seves composicions habitualment serioses entre 1957 i 1963, Lutosławski també va compondre música lleugera sota el pseudònim Derwid. Majoritàriament valsos, tangos, foxtrots i slow-foxtrots per a veu i piano, aquestes peces pertanyen al gènere de les cançons d'actors polonesos. El seu lloc en l'obra de Lutosławski pot semblar menys incongruent a la llum de les seves pròpies actuacions de música de cabaret durant la guerra, així com la seva relació per matrimoni amb la cunyada de la seva dona, la famosa cantant de cabaret polonesa Kalina Jędrusik.
El 1963, Lutosławski va complir un encàrrec per a la Biennal de Música de Zagreb, els Trois poèmes d'Henri Michaux per a cor i orquestra. Va ser la primera obra que havia escrit per a un encàrrec de l'estranger i li va aportar més reconeixement internacional. Li va valer un segon premi estatal de música (aquesta vegada Lutosławski no es mostrava cínic amb el premi), i va aconseguir un acord per a la publicació internacional de la seva música amb Chester Music, llavors part de l'editorial Hansen. El seu Quartet de corda es va interpretar per primera vegada a Estocolm el 1965, seguit el mateix any per la primera interpretació del seu cicle de cançons orquestrals Paroles tissées. Aquest títol abreujat va ser suggerit pel poeta Jean-François Chabrun, que havia publicat els poemes com Quatre tapisseries pour la Châtelaine de Vergi. El cicle de cançons està dedicat al tenor Peter Pears, que el va interpretar per primera vegada al Festival d'Aldeburgh de 1965 sota la direcció del compositor. El Festival va ser fundat i organitzat per Benjamin Britten, amb qui el compositor va formar una amistat duradora.
Poc després, Lutosławski va començar a treballar en la seva Segona Simfonia, que va tenir dues estrenes: Pierre Boulez va dirigir el segon moviment, Direct, el 1966, i quan es va acabar el primer moviment, Hésitant, el 1967, el compositor va dirigir una actuació completa a Katowice. La Segona Simfonia és molt diferent d'una simfonia clàssica convencional en l'estructura, amb Lutosławski utilitzant les seves moltes innovacions compositives per construir una obra dramàtica a gran escala digna d'aquest nom. L'any 1968, la Simfonia va fer guanyar a Lutosławski el primer premi de la International Music Council, el seu tercer guardó, confirmant la seva creixent reputació internacional. L'any 1967, Lutosławski va rebre el Premi musical Léonie Sonning, el màxim honor musical de Dinamarca.

### Reconeixement internacional (1967–1982)
La Segona Simfonia, i Livre pour orcheste i un Concert per a violoncel que van seguir, van ser compostes durant un període particularment traumàtic de la vida de Lutosławski. La seva mare va morir el 1967, i entre els anys 1967 i 1970 hi va haver una gran quantitat de disturbis a Polònia. Això va sorgir primer de la supressió de la producció teatral Dziady, que va provocar un estiu de protestes; més tard, el 1968, l'ús de les tropes poloneses per suprimir les reformes liberals a la Primavera de Praga de Txecoslovàquia i la vaga de les drassanes de Gdańsk de 1970, que va provocar una violenta repressió per part de les autoritats, van provocar una tensió política i social important a Polònia. Lutosławski no va donar suport al règim soviètic, i aquests esdeveniments s'han postulat com a motius de l'augment dels efectes antagònics en la seva obra, particularment el Concert per a violoncel de 1968–1970 per a Rostropóvitx i la Royal Philharmonic Society. De fet, la mateixa oposició de Rostropóvitx al règim soviètic a Rússia acabava d'arribar al seu punt culminant (poc després va declarar el seu suport al dissident Aleksandr Soljenitsin). El mateix Lutosławski no creia que aquestes influències tinguessin un efecte directe en la seva música, tot i que reconeixia que incidien en el seu món creatiu fins a cert punt. En qualsevol cas, el Concert per a violoncel va ser un gran èxit, guanyant-se els reconeixements tant de Lutosławski com de Rostropóvitx. A l'estrena de l'obra amb l'⁣Orquestra Simfònica de Bournemouth, Arthur Bliss va lliurar a Rostropóvitx la medalla d'or de la Royal Philharmonic Society.
L'any 1973, Lutosławski va assistir a un recital del baríton Dietrich Fischer-Dieskau amb el pianista Sviatoslav Richter a Varsòvia; va conèixer el cantant després del concert i això el va inspirar a escriure la seva extensa cançó orquestral Les Espaces du sommeil ("Els espais del son"). Aquesta obra, Preludis i fuga, Mi-Parti (una expressió francesa que es tradueix aproximadament com "dividit en dues parts iguals però diferents"), Novelette i una breu peça per a violoncel en honor al setanta aniversari de Paul Sacher, va ocupar Lutosławski durant tota la dècada dels 70, mentre que en segon pla treballava en una tercera simfonia projectada i una peça concertant per a l'oboista. Heinz Holliger. Aquestes últimes peces estaven resultant difícils de completar, ja que Lutosławski lluitava per introduir una major fluïdesa en el seu món sonor i per conciliar les tensions entre els aspectes harmònics i melòdics del seu estil, i entre el primer pla i el fons. El Doble Concert per a oboè, arpa i orquestra de cambra —encarregat per Sacher— es va acabar finalment el 1980, i la Tercera Simfonia el 1983. El 1977, va rebre l'⁣Ordre dels Constructors de la Polònia Popular. El 1983 va rebre el Premi de Música Ernst von Siemens.
Durant aquest període, Polònia vivia encara més convulsions: el 1980 es va crear l'influent moviment Solidarność, liderat per Lech Wałęsa⁣; i el 1981, la llei marcial va ser declarada pel general Wojciech Jaruzelski. De 1981 a 1989, Lutosławski va rebutjar tots els compromisos professionals a Polònia com a gest de solidaritat amb el boicot dels artistes. Es va negar a entrar al Ministeri de Cultura per reunir-se amb qualsevol dels ministres, i va tenir cura de no ser fotografiat en la seva companyia. El 1983, com a gest de suport, va enviar un enregistrament de la primera actuació (a Chicago) de la Tercera Simfonia a Gdańsk per ser interpretada als vaguistes en una església local. L'any 1983, se li va concedir el premi Solidaritat, del qual Lutosławski estava més orgullós que qualsevol altre dels seus honors.

### Últims anys (1983-1994)

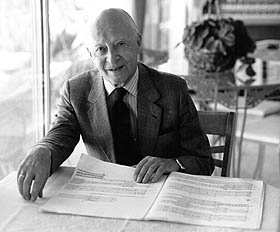
Lutosławski el 1993, de Betty Freeman

A mitjans de la dècada de 1980, Lutosławski va compondre tres peces anomenades Łańcuch ("Cadena"), que fa referència a la manera com es construeix la música a partir de fils contrastats que se superposen com les baules d'una cadena. La cadena 2 va ser escrita per a Anne-Sophie Mutter (encàrrec de Sacher), i per a Mutter també va orquestrar la seva Partita per a violí i piano una mica anterior, proporcionant un nou Interludi d'enllaç, de manera que quan es tocava junts la Partita, l'Interludi i el Chain 2 formen la seva obra més llarga.
El 1985, la Tercera Simfonia li va valer a Lutosławski el primer premi Grawemeyer de la Universitat de Louisville, Kentucky. La importància del premi no rau només en el seu prestigi, sinó en la mida del seu premi financer (aleshores 150.000 dòlars). El premi pretén eliminar les preocupacions financeres dels destinataris durant un període per permetre'ls concentrar-se en una composició seriosa. En un gest d'⁣altruisme, Lutosławski va anunciar que utilitzaria el fons per crear una beca per permetre als joves compositors polonesos estudiar a l'estranger; Lutosławski també va dir que la seva quota de l'⁣Orquestra Simfònica de San Francisco per a la Cadena 3 hauria d'anar a aquest fons de beques.
El 1986, Lutosławski va rebre (per Tippett) la Medalla d'Or de la Royal Philharmonic Society durant un concert en què Lutosławski va dirigir la seva Tercera Simfonia;  també aquell any es va fer una gran celebració de la seva obra al Festival de Música Contemporània de Huddersfield. A més, va ser guardonat amb doctorats honoris causa en diverses universitats d'arreu del món, inclosa Cambridge.
En aquesta època Lutosławski estava escrivint el seu Concert per a piano per a Krystian Zimerman, per encàrrec del Festival de Salzburg. Els seus primers plans d'escriure un concert per a piano dataven de 1938; ell mateix va ser en la seva joventut un pianista virtuós. Va ser una interpretació d'aquesta obra i de la Tercera Simfonia al Festival de Tardor de Varsòvia de 1988 la que va marcar el retorn del compositor al podi de director a Polònia, després que s'haguessin organitzat converses substancials entre el govern i l'oposició. 
Al voltant de 1990 Lutosławski també va treballar en una quarta simfonia i en el seu cicle de cançons orquestrals Chantefleurs et Chantefables per a soprano. Aquest últim es va interpretar per primera vegada en un concert de graduació a Londres el 1991, i la Quarta Simfonia el 1993 a Los Angeles. Entremig, i després de les reticències inicials, Lutosławski va assumir la presidència del recentment reconstituït "Consell Cultural Polonès", que es va crear després que les eleccions legislatives de 1989 van portar al final del domini comunista a Polònia.
El 1993, Lutosławski va continuar amb la seva atapeïda agenda, viatjant als Estats Units, Anglaterra, Finlàndia, Canadà i Japó, i esbossant un concert per a violí, però la primera setmana de 1994 va quedar clar que el càncer s'havia apoderat d'ell, i després d'una operació el compositor es va afeblir ràpidament i va morir el 7 de febrer, als 81 anys. Havia rebut, unes setmanes abans, el màxim honor de Polònia, l'⁣Orde de l'Àguila Blanca (només la segona persona a rebre-la des de l'enfonsament del comunisme a Polònia; la primera havia estat el papa Joan Pau II). Va ser incinerat; la seva dona Danuta va morir poc després.

## Simfonies
- Simfonia núm. 1
- Simfonia núm. 2
- Simfonia núm. 3
- Simfonia núm. 4